# 梅窖镇
梅窖镇，是中华人民共和国江西省赣州市兴国县下辖的一个乡镇级行政单位。

## 行政区划
梅窖镇下辖以下地区：
梅窖村、黄岭村、三僚村、寨脑村、店山村、黄沙村和水南村。

## 中国传统村落
2013年8月，三僚村被评为第二批中国传统村落。三僚村是“中国风水文化第一村”。